# Мезо (рэпер)
Мезо (пол. Mezo, настоящее имя — Яцек Лешек Мейер, пол. Jacek Leszek Mejer; род. 1 июля 1982 года, Познань, Польша) — польский рэпер и диктор на радио. Сотрудничал с такими группами и исполнителями, как: «Ascetoholix», «Slums Attack», Овал, Либер и другими.

## Карьера
Яцек Лешек Мейер, он же Мезо, начал свою карьеру ещё в 1994 году. Чуть позже получил ещё один псевдоним — Лайнер (Lajner). С 2000-х годов Мезо начал сотрудничать с группой «Ascetoholix». В 2001 году — с группой «Slums Attack». 22 мая 2003 года Мезо при поддержке, в том числе рэперов Либера и Дониу, выпустил дебютный альбом «Mezokracja». На клипы в этом альбоме была приглашена актриса Катажина Буякевич. В 2006 году вышел альбом «Eudaimonia», получивший «Золотой диск» по продажам пластинки.

## Личная жизнь
В университете им. Адама Мицкевича в Познани Мезо изучал политологию. Занимается лёгкой атлетикой, а именно: бегом на длинные дистанции. Когда Яцеку было 19 лет, он впервые пробежал марафон. С 2002—2005 года работал диктором на радио. Разведён, имеет дочь.

## Дискография
| Дата выхода     | Название альбома    |
| --------------- | ------------------- |
| 22 мая 2003     | Mezokracja          |
| 24 февраля 2005 | Wyjście z bloków    |
| 16 октября 2006 | Eudaimonia          |
| 1 июня 2007     | Dekada 1997—2007    |
| 17 апреля 2009  | Herezje             |
| 17 апреля 2009  | Słowo ma moc        |
| 6 сентября 2011 | Mezoteryka          |
| 20 мая 2014     | Krajobraz po bitwie |
| 26 марта 2017   | Życiówka            |

## Награды
- 2003: номинация «Fryderyk» — альбом «Mezokracja»[8]
- 2003: премия «Eska Music Awards» — альбом «Mezokracja»
- 2005: премия «Krajowy Festiwal Piosenki Polskiej w Opolu» — хит «Ważne»
- 2005: номинация «Superjedynki» — альбом «Wyjście z bloków»
- 2006: номинация «Telekamery» — альбом «Wyjście z bloków»
- 2009: номинация «VIVA Comet Awards» — хит «Sacrum»